# Tesqopa

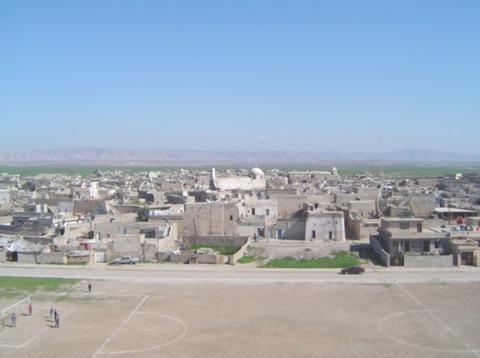
El pueblo iraquí de Tel Skuf

Tesqopa (Tel Eskof, Tel Skuf o Tall Asqaf) (en siríaco: ܬܠܐ ܙܩܝܦܐ; en árabe: تللسقف‎ Tall Usquf «Colina del Obispo») es una ciudad asiria en el norte de Irak ubicada a unos 28 kilómetros al norte de Mosul. En 2010, tenía una población de 11 000, la mayoría de los cuales eran asirios pertenecientes a la Iglesia católica caldea. La ciudad fue capturada por el estado islámico brevemente en agosto de 2014 y mayo de 2016, pero ahora está parcialmente rehabitada.

## Lengua y cultura
La gente de Tesqopa habla arameo como su primer idioma; sin embargo, el árabe es su segundo idioma y se usa en sus escuelas.
Tesqopa solía ser famoso por su cerámica que proporcionaba a Mosul y sus alrededores. Esta industria terminó después de que los niños de Tesqopa se mudaron a trabajos más modernos. Aparte de la alfarería, la agricultura y la cría de ganado siempre han sido la principal fuente de ingresos para la gente de Tesqopa.

## Personajes destacados
- Raad Salam Naaman